# Bolbogonium impressum
Bolbogonium impressum är en skalbaggsart som beskrevs av Christian Rudolph Wilhelm Wiedemann 1823. Bolbogonium impressum ingår i släktet Bolbogonium och familjen Bolboceratidae. Inga underarter finns listade.